# Moschea Al-Khanqah al-Salahiyya
La moschea al-Khanqah al-Salahiyya (in arabo مسجد الخانقاه الصلاحية‎?) si trova nel quartiere cristiano della città Vecchia di Gerusalemme, a nord della Basilica del Santo Sepolcro.

## Storia
La moschea si trova nel luogo storicamente occupato dal palazzo del Patriarca latino di Gerusalemme. Dopo la conquista della città da parte del Saladino ai danni dell'esercito crociato il palazzo divenne una moschea (tra il 1187 e il 1198) e un monastero sufi. Il minareto fu costruito nel 1417 durante i lavori di ristrutturazione.

## Le due moschee
La moschea di Omar, situata sull'altro lato del Santo Sepolcro, possiede un minareto quasi identico. I due minareti furono progettati come una coppia; la linea immaginaria che li collega interseca l'ingresso del Santo Sepolcro ad eguale distanza. Murphy-O'Connor ritiene che i sovrani mamelucchi ebbero intenzione di "annullare" il significato religioso del Santo Sepolcro, poiché secondo l'Islam fu Allah a trasportare fisicamente Gesù in paradiso e disconosce completamente l'idea cristiana della crocifissione e resurrezione.